# Любовь моя, печаль моя
«Любовь моя, печаль моя» (другое название «Фархад и Ширин» (тур. Ferhat ile Şirin)) — советско-турецкий художественный фильм 1978 года. Совместное производство студий «Мосфильм» и «Тугра-фильм». По мотивам пьесы классика турецкой литературы Назыма Хикмета «Легенда о любви».
Фильм посмотрели 25 миллионов 400 тысяч зрителей, он занял 15-ю строчку кинопроката СССР 1979 года.

## Аннотация
Восточная правительница Махмене Бану, ради спасения сестры Ширин от смертельной болезни, жертвует своей красотой. Ширин встречает художника Фархада.
 Махмене разлучает их, так как любит обоих…

## В ролях
- Тюркан Шорай — Мехмене Бану
- Алла Сигалова — Ширин
- Фарук Пекер — Фархад
- Йылмаз Дуру — визирь
- Армен Джигарханян — незнакомец
- Владимир Самойлов — лекарь
- Анатолий Папанов — звездочёт
- Всеволод Санаев — отец Фархада
- Адиль Искендеров — старший мастер
- Ирина Мирошниченко — Сервиназ
- Арчил Гомиашвили — Ашраф

## Съёмочная группа
- Автор сценария: Аждар Ибрагимов
- Режиссёр: Аждар Ибрагимов
- Оператор: Константин Петриченко
- Художники-постановщики:
  - Борис Немечек
  - Борис Бланк
  - Владимир Кирс
- Композитор: Мурад Кажлаев
- Звукорежиссёр: Ольга Буркова
- Художник по костюмам: Ольга Кручинина
- Текст песен: Михаил Матусовский

## Места съёмок
Натурные съемки проходили под Ашхабадом в развалинах старой Нисы и в Стамбуле.

## Технические данные
широкоэкранный, цветной, 2573 м, 94 мин.
 совместное производство со студией «Тугра-фильм» (Турция)

## Рецензии
- Петрова Ю. - Жизнь, отданная людям (О худож. фильме «Любовь моя, печаль моя» // Джезказганская правда, 17 января 1980